# 英红镇
英红镇，是中华人民共和国广东省清远市英德市下辖的一个乡镇级行政单位。

## 行政区划
英红镇下辖以下地区：
坑口咀社区、红旗社区、红桥社区、红卫社区、红光社区、云岭社区、水头村、新岭村、虎迳村、锦田村、星光村和田江村。